# Амакуса (Кумамото)

Ама́куса (яп. 天草市, あまくさし, МФА: [amaku̥sa ɕi̥]?) — місто в Японії, в префектурі Кумамото.     Отримало статус міста 2006 року. Площа становить 683,26 км². Станом на 1 серпня 2011 року населення складало 87 773  осіб, густота населення — 128 осіб/км².     

## Історія
1637 року на території майбутнього міста Амакуси спалахнуло Шімабарське повстання. Його організували селяни, колишні християни, що збунтувалися про релігійного гніту, високих податків та голоду. 1638 року японські урядові війська жорстоко придушили повстання, винищивши близько 30 тисяч осіб.
Амакуса отримало статус міста 27 березня 2006 року.